# Torma socken
Torma socken (estniska: Torma kihelkond, tyska: Kirchspiel Torma) var en socken i Dorpats krets i Guvernementet Livland. Socknens kyrkby var Torma.